# Gmina Kołaki Kościelne
Die Gmina Kołaki Kościelne ist eine Landgemeinde im Powiat Zambrowski der Woiwodschaft Podlachien in Polen. Ihr Sitz ist das gleichnamige Dorf.

## Gliederung
Zur Landgemeinde Kołaki Kościelne gehören weitere Dörfer mit den folgenden 24 Schulzenämtern:
Cholewy-Kołomyja
Czachy-Kołaki
Czarnowo-Dąb
Czarnowo-Undy
Czosaki-Dąb
Ćwikły-Krajewo
Ćwikły-Rupie
Głodowo-Dąb
Gosie Duże
Gosie Małe
Gunie-Ostrów
Kołaki Kościelne
Kossaki Borowe
Krusze-Łubnice
Łętowo-Dąb
Łubnice-Krusze
Podłatki Duże
Podłatki Małe
Rębiszewo-Zegadły
Sanie-Dąb
Szczodruchy
Wiśniówek-Wertyce
Wróble-Arciszewo
Zanie-Leśnica